# Шевченко Микола Миколайович (художник)
Микола Миколайович Шевченко (нар. 20 грудня 1937, Єнакієве) — український живописець; член Спілки радянських художників України.

## Біографія
Народився 20 грудня 1937 року в місті Єнакієвому (нині Донецька область, Україна). 1962 року закінчив Київський художній інститут, де навчався у Іллі Штільмана, Карпа Трохименка, Володимира Костецького. Був членом КПРС.
Мешкав у Києві в будинку на Русанівській набережній, № 14, квартира № 67 та у будинку на вулиці Курганівській, № 3, квартира № 44.

## Творчість
Працював у галузі станкового живопису. Серед робіт:
- «Механізатор О. Гіталов» (1963);
- «Взимку» (1963);
- «На могилі Кобзаря» (1964);
- «Мамо» (1965);
- «Олександр Довженко» (1967);
- «Ворошилов» (1972)[2];
- «Нагородження» (1984)[2].

Брав участь у республіканських та всесоюзних виставках з 1963 року. 